# Бекань
Бекань, Бекані (рум. Băcani) — село у повіті Васлуй в Румунії. Входить до складу комуни Бекань.
Село розташоване на відстані 243 км на північний схід від Бухареста, 35 км на південь від Васлуя, 93 км на південь від Ясс, 103 км на північ від Галаца.

## Населення
За даними перепису населення 2002 року у селі проживала 1281 особа, усі — румуни. Усі жителі села рідною мовою назвали румунську.